# Li Jing
Pour les articles homonymes, voir Li Jing (homonymie).
Li Jing (chinois : 李靖, né en 571 et mort en 649), stratège et général majeur de Tang Taizong (597-649). Originaire du nord-ouest de la Chine, issus d'une famille de fonctionnaires sous les Wei du Nord et Sui, il est lui-même fonctionnaire expérimenté et loyal sous les Sui.

## Biographie
Fonctionnaire dans les environs de Taiyuan lorsque le Clan Li s'y agite et prépare une révolte, il tente de rejoindre la capitale Chang'an pour avertir de la machination en cours. Il est dénoncé par la population, favorable à Li Yuan en raison de ses qualités de gouverneur, et menacé d'exécution. Mais Lĭ Shìmín, surpris par sa bravoure confucéenne, le laisse libre. Après quelques errements, notamment dans une armée Sui qui pratique le pillage, il rejoint finalement Li Shimin dont il a pu voir le comportement exemplaire vis-à-vis de la population et dont les armées, ordonnées, protègent les citoyens sous ses yeux. Li Jing - stratège hors pair - s'avèrera une aide décisive.
Rallié aux Tang après la prise de Chang'an (618), il sert de commandant majeur lors des campagnes de pacification du Sud. En 625-26, il est envoyé au nord, pour contenir et diviser les Turcs orientaux. En 626, lorsque Taizong monte sur le trône, il lui confie de hautes fonctions et offices à Chang'an, mais doit rapidement le renvoyer affronter les Turcs orientaux －la puissance réputée dominante de l'époque－ qu'il écrase avec 3 000 cavaliers,. De 630 à 634, Li Jing, de retour à la cour, est nommé Premier Ministre, Vice-Président du Département des Affaires d'État, et reste très influent. Il se retire finalement en 634, mais participe avec Hou Junji à l'offensive contre les Tuyuhuns (635), victorieuse, au nord-est du plateau tibétain (ou plateau du Qinghai), et a celle menée contre les Xueyantuo (646). Il continue d'être un personnage influent jusqu'à sa mort, en 649, peu avant celle de Taizong.
Li Shiji et lui sont considérés comme les deux plus puissant généraux de l'épopée des premiers Tang,,.
Le 'Li Weigong wendui' ('Dialogues avec le Duc Li de Wei'), est un ouvrage datant probablement de la période Song, et censé exposer des discussions d'ordre stratégique ayant eu lieu entre Taizong et Li Jing.

## Sources
- (en) Denis C. Twitchett et John K. Fairbank, The Cambridge History of China : Sui and T'ang China, 589–906, vol. 3, Cambridge, Cambridge University Press, 1979, 900 p. (ISBN 0-521-21446-7).
- Jiu Tang Shu.
- Xin Tang Shu.